# ستيف ماكنتاير
ستيف ماكنتاير (بالإنجليزية: Steve McIntyre)‏ هو مهندس برمجيات ومطور في دبيان, ولد في 28 مايو 1974. كانت له مساهمات في إنشاء ووضع دبيان على اقراص سي دي/ديفيدي, بصفته قائد فريق debian-cd. المسؤولة عن توليد صور الايزو الرسمية.
ترشح ماكنتاير لمنصب زعيم دبيان لعامي 2006 و 2007 لكنه هزم, في عام 2008 انتخب قائد لمشروع دبيان, واعيد انتخابه في 2009. وقال إنه اختار عدم ترشيح نفسه في انتخابات 2010، التي فاز بها ستيفانو زاشيرولي.
ولد في ويغان، إنكلترا، ماكنتاير يعيش الآن في كامبريدج ويعمل لدى ARM Holdings.
1. ↑   https://nm.debian.org/person/93sam/. {{استشهاد ويب}}: |url= بحاجة لعنوان (مساعدة) والوسيط |title= غير موجود أو فارغ (من ويكي بيانات) (مساعدة)